# Pilea rugosissima
Pilea rugosissima är en nässelväxtart som beskrevs av Ellsworth Paine Killip. Pilea rugosissima ingår i släktet pileor, och familjen nässelväxter. Inga underarter finns listade i Catalogue of Life.